# Mitophyllus parrianus
Mitophyllus parrianus is een keversoort uit de familie vliegende herten (Lucanidae). De wetenschappelijke naam van de soort is voor het eerst geldig gepubliceerd in 1863 door Westwood.